# Amt Kirchspielslandgemeinde Hennstedt

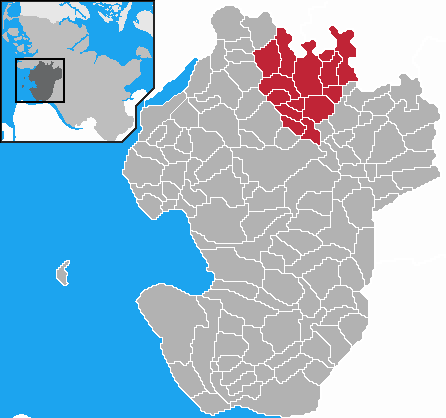
Lage des ehem. Amtes KLG Hennstedt im Kreis Dithmarschen

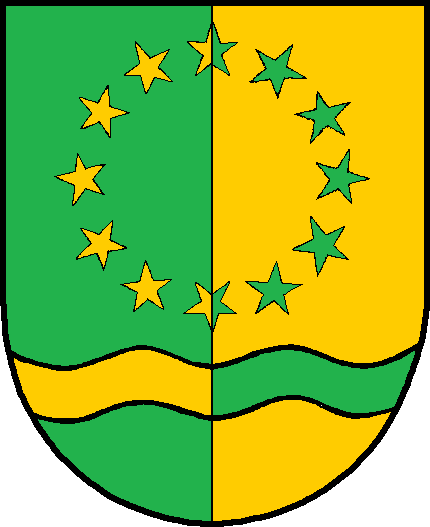
Wappen des ehem. Amtes KLG Hennstedt

Das Amt Kirchspielslandgemeinde Hennstedt war ein Amt im Kreis Dithmarschen in Schleswig-Holstein mit Verwaltungssitz in der Gemeinde Hennstedt. Seit dem 1. Januar 2008 bilden seine Gemeinden zusammen mit den Gemeinden der Ämter Kirchspielslandgemeinde Lunden und Kirchspielslandgemeinde Tellingstedt das Amt Kirchspielslandgemeinden Eider.
Das Amt hatte eine Fläche von knapp 125 km² und rund 6000 Einwohner in den Gemeinden
1. Barkenholm
2. Bergewöhrden
3. Delve
4. Fedderingen
5. Glüsing
6. Hägen
7. Hennstedt
8. Hollingstedt
9. Kleve
10. Linden
11. Norderheistedt
12. Schlichting
13. Süderheistedt
14. Wiemerstedt

## Wappen
Blasonierung: „Gespalten von Grün und Gold, überdeckt mit einem zwölfteiligen Sternenkranz über einem Wellenbalken in verwechselten Farben.“
Das zweiteilige Wappenschild von Amt Kirchspielslandgemeinde Hennstedt weist auf die Entstehung des Amtes durch Vereinigung der früheren Ämter Kirchspielslandgemeinde Delve und Kirchspielslandgemeinde Hennstedt im Jahre 1970 sowie auf das Zusammentreffen von Marsch und Geest in der Region hin. Der Sternenkranz gibt die Vielzahl der amtsangehörigen, insofern zu einer höheren Einheit verbundenen, Gemeinden wieder. Er ist zudem ein lebendiges Zeugnis für den europäischen Gedanken, dem sich die Gemeinden verpflichtet fühlen. Dies manifestiert sich besonders in Partnerschaften mit Gemeinden mehrerer europäischer Staaten.